# Slavko Špan
Slavko Špan (* 25. Mai 1938 in Ljubljana; † 12. Juni 2021 ebenda) war ein jugoslawischer Leichtathlet, der sich auf den Hindernislauf spezialisiert hatte.

## Karriere
Špan belegte bei den Europameisterschaften 1962 im Wettkampf über 3000 Meter Hindernis den neunten Platz. Bei den Olympischen Spielen 1964 in Tokio startete er ebenfalls im Wettkampf über 3000 Meter Hindernis, schied jedoch bereits im Vorlauf aus.
Auch bei den Balkanspielen war Špan im 3000-Meter-Hindernislauf erfolgreich, so gewann er 1961 Silber, 1963 und 1964 Gold und 1965 Bronze.
Zwischen 1958 und 1966 bestritt Špan 27 Länderkämpfe für Jugoslawien. Zudem wurde er fünfmal jugoslawischer und dreimal slowenischer Meister.